# Laurentum

Laurentum was in de Romeinse oudheid een stad in Latium, gelegen tussen Ostia en Lavinium. 
Vergilius weet te vertellen (meer bepaald in zang VII van zijn epos Aeneis), dat Laurentum zou gesticht zijn door koning Latinus, die zijn nieuwe stad en haar inwoners noemde naar de aan Apollo gewijde laurierboom die hij op die plek aantrof. 
 Ook andere Romeinse schrijvers beschouwden Laurentum dan ook als  de oorspronkelijke hoofdstad van de Latijnen, vóórdat Lavinium, na de dood van koning Latinus, aanspraak ging maken op deze eer. In historische tijden werd Laurentum met Lavinium tot één stad verenigd, en de naam Lauro-Lavinium wordt soms gebruikt om naar beide te verwijzen. 
Als we Titus Livius mogen geloven (Ab Urbe Condita, I: 14), kwamen in de 8e eeuw v.Chr., in de tijd toen Romulus en Titus Tatius gezamenlijk over Rome heersten, gezanten uit Laurentum naar Rome, maar ze werden afgeranseld door de familieleden van Titus Tatius. De gezanten beklaagden zich over deze smadelijke behandeling, maar Tatius oordeelde dat de toenemende invloed van zijn familieclan gewichtiger was dan de belediging van de gezanten. Toen Tatius zich een tijdje later naar Lavinium begaf om er deel te nemen aan een herdenkingsplechtigheid, werd hij daar tijdens een rel gedood. Romulus wenste geen vergeldingsoorlog te verklaren, maar vernieuwde integendeel het vredesverdrag tussen Rome en Lavinium.
Onder de Keizertijd bevond zich een keizerlijke residentie op het grondgebied van Laurentum, en ook Plinius de Jongere had er een buitenverblijf.

## Trivia
Laurentius (in de vrouwelijke vorm Laurentia), wat betekent "afkomstig uit Laurentum" (ofwel "gelauwerde"), is een veel voorkomende Latijnse voornaam. Hij leeft verder in verscheidene regionale vormen, zoals de Engelse namen Laurence of Lawrence, de Franse variant Laurent, de Nederlandse Laurens, de Duitse Lorenz, de Italiaanse en Spaanse Lorenzo en de Poolse Lorenc.